# Borowiany (województwo śląskie)
Borowiany (niem. Borowian, od 1936 Waldhufen) – wieś w Polsce, położona w województwie śląskim, w powiecie gliwickim, w gminie Wielowieś.
W latach 1975–1998 wieś administracyjnie należała do województwa katowickiego.